# Nicolae Mavrocordat

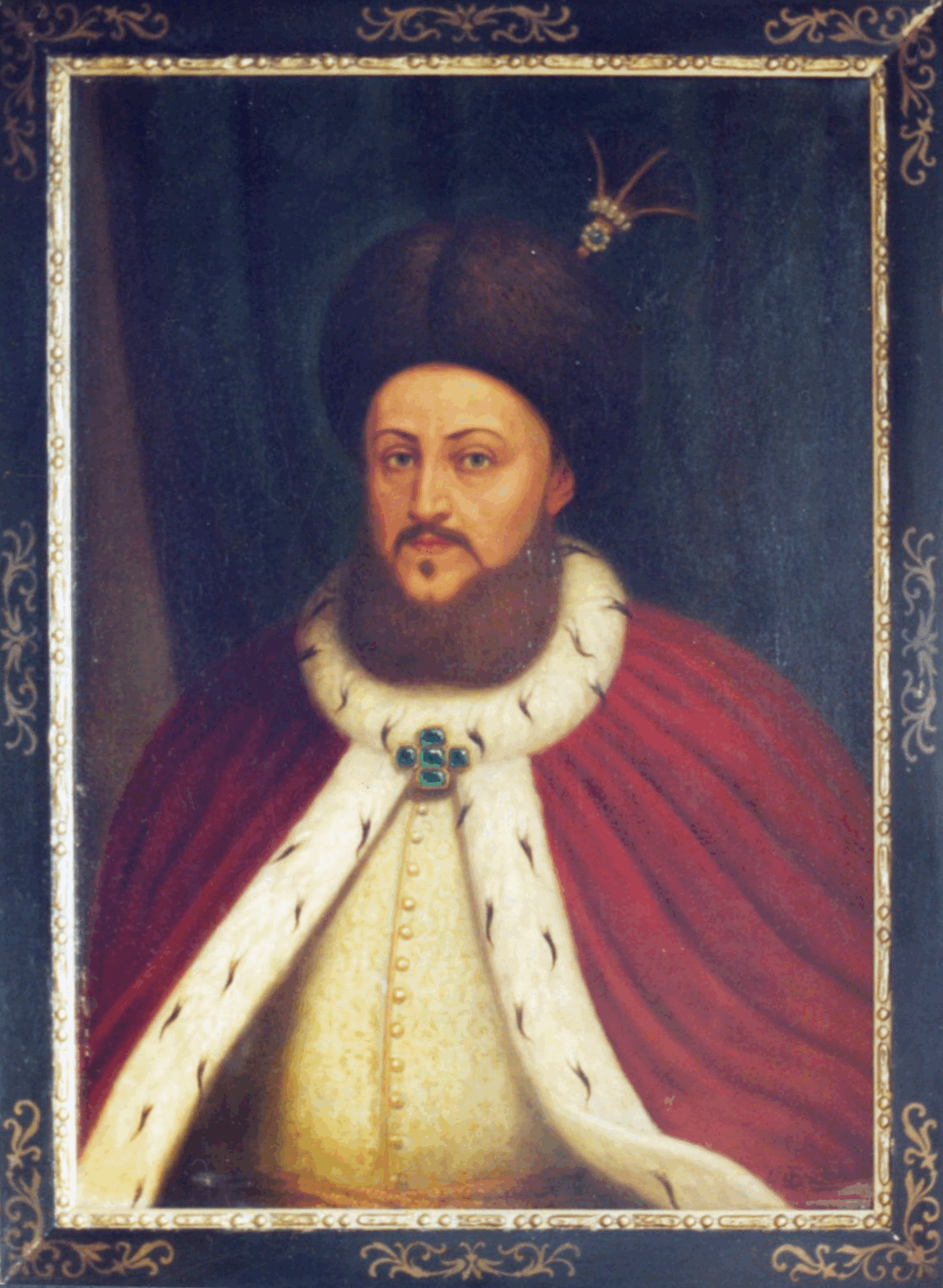
Portret oficial

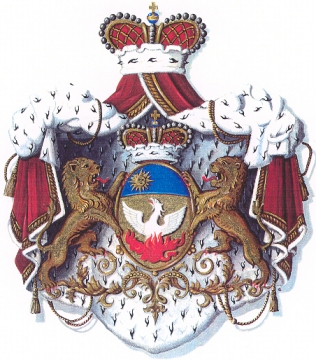
Stema prinților Mavrocordat

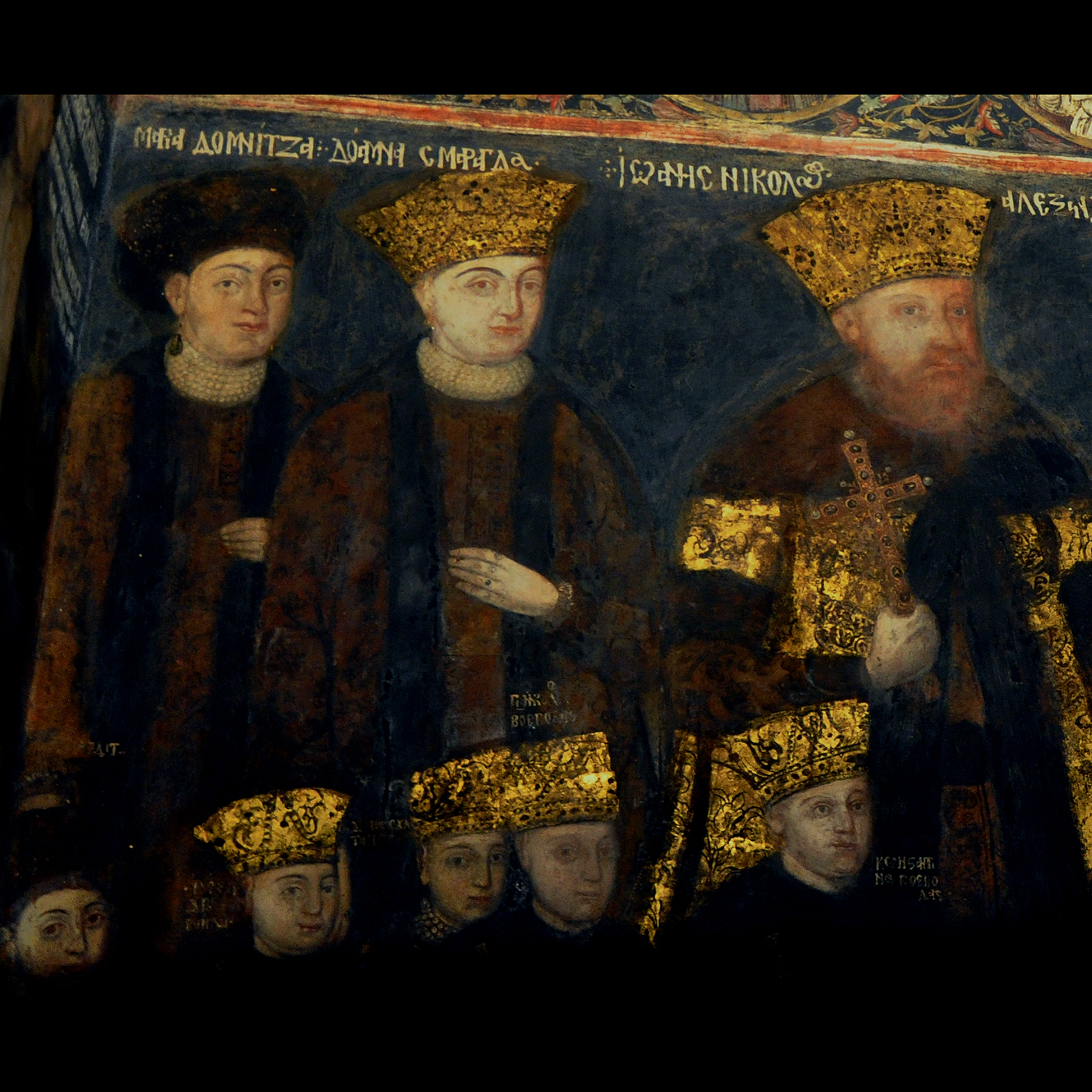
Nicolae Mavrocordat și familia sa, tablou votiv din Biserica Stavropoleos.

Nicolae Alexandru Mavrocordat (n. 3 mai 1680, Constantinopol – d. 14 septembrie 1730, București) a fost domnul Moldovei de două ori: 17 noiembrie 1709 - noiembrie 1710 și 1711 - 5 ianuarie 1716 și al Țării Românești, tot de două ori: 21 ianuarie 1716 - 25 noiembrie 1716 și martie 1719 - 14 septembrie 1730.

## Biografie

### Tinerețe
Nicolae Mavrocordat s-a născut la 3 mai 1680 în Constantinopol și era fiul marelui dragoman Alexandru Mavrocordat Exaporitul, din familia fanariotă Mavrocordat și al Sultanei Hrisoscoleu. Prin bunica sa, fiica lui Alexandru Iliaș, se înrudea și cu familia domnitoare a Mușatinilor. A avut patru frați și trei surori; fratele său mai mic, Ioan, a ajuns domn al Țării Românești în perioada  1716-1719. Tatăl lor s-a implicat personal în educarea fiilor, și a ales ca preceptor pe Iacob de Argos. Fiii au învățat latina de la iezuitul Jacques Piperi din Chios și franceza de la Aubry de La Motraye. Curând Nicolae capătă renumele de erudit, tatăl său apelând deseori la el pentru lămurirea anumitor lucruri.
La vârsta de 18 ani ocupă postul de mare interpret al Porții. Zece ani mai târziu, la nici 30 de ani este numit domn al Moldovei.

### Domnii
Era un om învățat, știa mai multe limbi străine, studiase filosofia și teologia, iar in țara Românească a învățat și românește.
În prima domnie a debutat prin asuprirea boierilor și protejarea țăranilor. Dușmanii lui au folosit nemulțumirile boierilor și pârile regelui Suediei, Carol al XII-lea, și au obținut înlocuirea lui cu Dimitrie Cantemir în 1710, pentru ca sa fie reîntronat în 1711, după ce Dimitrie Cantemir a fugit în Rusia. În timpul acestei domnii a obținut expulzarea oștilor suedeze și poloneze, care deveniseră o adevărată pacoste pentru Moldova.
În 1716, după uciderea lui Ștefan Cantacuzino, a fost trecut pe tronul din București, unde, datorită înrăutățirii relațiilor dintre turci și nemți, turcii aveau mare nevoie de el acolo. Izbucnind în curând războiul turco-austriac (1716-1718), Nicolae a ucis câțiva boieri care erau partizani ai nemților și l-a exilat în Turcia pe mitropolitul Antim Ivireanu, care a și fost omorât acolo. Nicolae Mavrocordat a fost prins și dus la Sibiu, în arestul generalului Étienne de Stainville. În locul lui Nicolae Mavrocordat autoritățile otomane l-au numit pe Ioan Mavrocordat. 
După Pacea de la Passarowitz din 1718, și moartea lui Ioan Mavrocordat, Nicolae primește tronul din nou, bucurându-se pe lângă încrederea turcilor, de o domnie lungă și liniștită. Deși favoriza elementul grecesc, pe care se putea sprijini mai mult, printr-o bună administrare a țării, prin obținerea scăderii tributului față de turci, prin purtarea prietenoasă față de boieri, prin scăderea anumitor dări, a câștigat încrederea și mulțumirea țării. A construit lângă București Mănăstirea Văcărești, a obligat episcopia din Bacău să aibă o școală grecească și slavonească în schimbul veniturilor acordate. Nicolae Mavrocordat a încercat fără succes revenirea la un sistem de plată a birului prin plata în sferturi ca să nu mai îmble orânduiali prin țară.
Nicolae Mavrocordat a murit de ciumă la 14 septembrie 1730 în București și e înmormântat la Mănăstirea Văcărești. Fiind un eminent literat, a scris lucrările: Sfaturi (manuscris), Despre datorii (tipărită la Londra), Cuvânt împotriva nicotinei (Iași, 1786), Precuvântări la actele patriarhalicești (manuscris).

### Viața personală
A fost căsătorit de trei ori:
- Casandra Cantacuzino (1682-c.1702/06) cu care a avut doi copii: Scarlat (1701-1726) și Ruxandra (1702-?)[6]

- Pulcheria Tzouki (?-1716) cu care a avut împreună patru copii:
  - Ioan N. Mavrocordat (1712-1747), domn în Moldova (1743-1747);
  - Constantin Mavrocordat (1711-1769), domn al țărilor române, căsătorit cu Smaranda Cantacuzino și cu Ecaterina Rosetti;
  - Toma Mavrocordat (1716-1716)[6]
  - Maria Scarlatos (1706-1725);[7]

- Smaranda Stavropoleos cu care a avut cinci copii. 
  - Alexandru Mavrocordat (1720-1790);
  - Sultana Moruzi (1721-?);
  - Casandra (d.1786)[7]
  - Ștefan Mavrocordat (mort tânăr)
  - Ștefan Mavrocordat (mort tânăr)[6]